# 2023年世界水泳選手権イラク選手団
2023年世界水泳選手権イラク選手団は、2023年7月14日から7月30日まで日本の福岡で開催された第20回世界水泳選手権のイラク選手団、およびその競技結果。イラクの世界水泳選手権出場は、2017年の第17回世界水泳選手権以来6年3大会ぶりとなった。

## 選手団
- 人員: 選手 2人

## 選手名簿・結果
| 選手               | 種目                 | 予選      | 予選 | 準決勝   | 準決勝   | 決勝     | 決勝     |
| 選手               | 種目                 | 結果      | 順位 | 結果     | 順位     | 結果     | 順位     |
| ------------------ | -------------------- | --------- | ---- | -------- | -------- | -------- | -------- |
| フセイン・スワエド | 男子200m自由形       | 1分59秒69 | 67位 | 予選敗退 | 予選敗退 | 予選敗退 | 予選敗退 |
| フセイン・スワエド | 男子200m個人メドレー | 2分20秒23 | 47位 | 予選敗退 | 予選敗退 | 予選敗退 | 予選敗退 |
| オメル・フライシュ | 男子50m背泳ぎ        | 29秒88    | 57位 | 予選敗退 | 予選敗退 | 予選敗退 | 予選敗退 |
| オメル・フライシュ | 男子100m背泳ぎ       | 1分03秒15 | 59位 | 予選敗退 | 予選敗退 | 予選敗退 | 予選敗退 |